# کردیت-آنشتایت
کردیت-آنشتایت (انگلیسی: Creditanstalt) شرکت خدمات مالی اتریشی است، که در سال ۱۸۵۵ تأسیس شد.